# Bebetin
Bebetin is een bestuurslaag in het regentschap Buleleng van de provincie Bali, Indonesië. Bebetin telt 4921 inwoners (volkstelling 2010).